# Alexis Roland-Manuel
Alexis Roland-Manuel, właśc. Roland Alexis Manuel Lévy (ur. 22 marca 1891 w Paryżu, zm. 2 listopada 1966 tamże) – francuski kompozytor.

## Życiorys
Kształcił się w Schola Cantorum de Paris u Alberta Roussela i Vincenta d’Indy’ego, pobierał też prywatnie lekcje u Maurice’a Ravela. Utrzymywał kontakt z grupą Les Six. Oprócz pracy kompozytorskiej prowadził działalność społeczno-pedagogiczną, od 1947 roku był wiceprezesem francuskiej sekcji Międzynarodowego Towarzystwa Muzyki Współczesnej, a od 1949 roku przewodniczącym Międzynarodowej Rady Muzyki przy UNESCO. Od 1947 roku wykładał w Konserwatorium Paryskim. Prowadził coniedzielne audycje radiowe pt. Plaisir de la musique, których teksty zostały później wydane później w formie książkowej w 4 tomach.
Opublikował 3 prace poświęcone Maurice’owi Ravelowi: Maurice Ravel et son œuvre (1914, 2. wyd. zrewid. 1926), Maurice Ravel et son œuvre dramatique (1928) oraz À la gloire Maurice Ravel (1938, 2. wyd. 1948), a także monografie na temat Erika Satiego (1916), Arthura Honeggera (1925) i Manuela de Falli (1930).

## Ważniejsze kompozycje
(na podstawie materiałów źródłowych)

### Utwory orkiestrowe
- poemat symfoniczny Tempo di ballo (1924)
- suita Peña di Francia (1938)
- Koncert fortepianowy D-dur (1938)

### Utwory kameralne
- Trio fortepianowe (1917)
- Suite dans le goût espagnol na obój, fagot, trąbkę i klawesyn (1933)

### Oratoria
- Jeanne d’Arc (1937)
- Le cantique de la sagesse (1953)

### Opery
- Isabelle et Pantalon (1922)
- Le diable amoureux (1929)
- Echec à Don Juan (1941)
- La Célestine (1942)
- Jeanne d’Arc (1955)

### Balety
- Le tournoi singulier (1924)
- L’écran des jeunes filles (1928)
- Elvire (1936)